# Ботвиновка (Могилёвская область)
Ботвиновка (бел. Бацвінаўка) — агрогородок в составе Ботвиновского сельсовета Кричевского района Могилёвской области Белоруссии. Центр сельсовета. Расположена в 18 км на запад от Кричева и в 86 км от Могилёва, в 1 км от станции Осовец.

## История
На юго-западе от деревни, на левом и правом берегах реки Жуковка сохранились 3 курганных могильника, что свидетельствует о заселении этих мест в далёкой древности. Из письменных же источников нынешнее поселение известно с 1560 года как село в Кричевской волости, государственная собственность. Известно, что в 1730-х годах здесь действовала церковь. После первого раздела Речи Посполитой Ботвиновка — село в Чериковском уезде Могилёвской губернии, здесь уже была водяная мельница, смолокурно-шкипинарный завод, 2 корчмы. В 1885 году поселение насчитывало 21 двор и 147 жителей. Часть селян занималась портняжным ремеслом. В 1897 году деревня насчитывала 39 дворов и 255 жителей, имелись корчма, церковь, а один раз в году — 9 мая — ярмарка.
В 1906 году была открыта школа в съёмном помещении. В 1917 году насчитывалось 67 дворов и 400 жителей. Советская власть установлена в ноябре 1917 года. Местный житель Исачкин был выбран главой сельсовета. В гражданской войне участвовало 20 селян, 2-е из них погибли. В 1925 году в Ботвиновском сельсовете уже было 2 избы-читальни, 5 школ и 3 кузницы. Так же в этом году в рабочей школе 1-й ступени, созданной на базе дореволюционной, училось 54 ученика, ещё работала школа по ликвидации безграмотности среди взрослых. В 1926 году — 113 дворов и 586 жителей. В 1930 году образованы колхозы: «Заря» и «Колхоз имени Ворошилова», которые в 1932 году объединились в один колхоз — «Маяк». На селе действовала амбулатория. В 1936 году построен сельмаг. В 1938 году начальная школа была переоборудована в семилетнюю. С июля 1941 по 1 октября 1943 года деревня оккупирована немцами. В деревне существовала подпольная группа, которую возглавлял Б. Е. Григорьев. В 1946 году семилетняя школа преобразована в среднюю. С 1950 года деревня являлась центром «Колхоза имени Ленина». В 1954 году к нему присоединено хозяйство «Борец».
После войны священник из Кричева отец Иоанн Захарченко купил в деревне здание бывшей церкви (клуб после революции). Здание было разобрано и собрано в Кричеве на посёлке цементников. Так в городе появилась Свято-Покровская церковь (открыта в 1946 году).
В 2008 году деревня Ботвиновка преобразована в агрогородок.

## Население

### Численность
- 2009 год — 372 жителей

### Динамика
- 2009 год — 372 жителей

## Достопримечательность
- Братская могила советских воинов — расположена около клуба. Захоронено 11 воинов погибших в сентябре — октябре 1943 года во время освобождения района от немецко-фашистских захватчиков либо воинов умерших от ран в госпитале, который в 1944 году размещался в деревне. Среди погибших воины 385-й стрелковой дивизии. В сентябре 1968 года на захоронении поставлен памятник — скульптура воина.

## Известные лица
- Трухановский, Владимир Григорьевич — советский и российский историк, писатель и дипломат, академик РАН (1992).